# Batomys hamiguitan
Batomys hamiguitan — вид гризунів родини Мишевих, ендемік Філіппін. 

## Опис тварин
Гризун середнього розміру, з довжиною голови і тіла між 171 і 189 мм, довжина хвоста між 111 і 125 мм, довжина стопи між 35 і 36 мм, довжина вух між 22 і 25 мм і вага до 183 гр.
Верхні частини тіла коричнево-жовтуваті, покриті чорнуватими волосками з жовтуватим кінчиком, в той час як нижні частини тіла сірувато-жовтого кольору. Є два безволосих концентричних кільця темної шкіри навколо очей. Вуха нормального розміру, круглі й покриті крихітними коричнюватими волосками. Вуса довжиною 80 мм. Ноги білі, зі смугою сірувато-коричневого кольору, яка простягається від зап'ястя і стегна до основи пальців. Хвіст коротший, ніж голова і тіло, рівномірно темно-сірий, покритий крихітними волосками і лусочками.

## Поширення
Цей вид відомий тільки на горі Хаміґвітан, в південно-східній частині острова Мінданао на Філіппінах. Він живе в гірських лісах, як первинних так і вторинних, між 950 і 1128 метрів над рівнем моря.

## Стиль життя
Це нічний і почасти деревний вид. Харчується частин рослин. 